# Ernst Ziller
Pour les articles homonymes, voir Ziller (homonymie).
Ernst Moritz Theodor Ziller (en grec moderne : Ερνέστος Τσίλλερ / Ernestos Tsiller) né le 22 juin 1837, à Serkowitz, aujourd'hui quartier de Radebeul, et mort le 4 novembre 1923, à Athènes, est un architecte, chercheur et archéologue saxon naturalisé grec. Avec plus de 500 bâtiments privés et publics construits entre 1870 et 1914, Ziller a laissé une empreinte durable sur l’architecture historiciste de la fin du XIXe siècle en Grèce. Membre certainement le plus influent de la famille d'architectes Ziller, il a acquis par mariage la nationalité grecque.

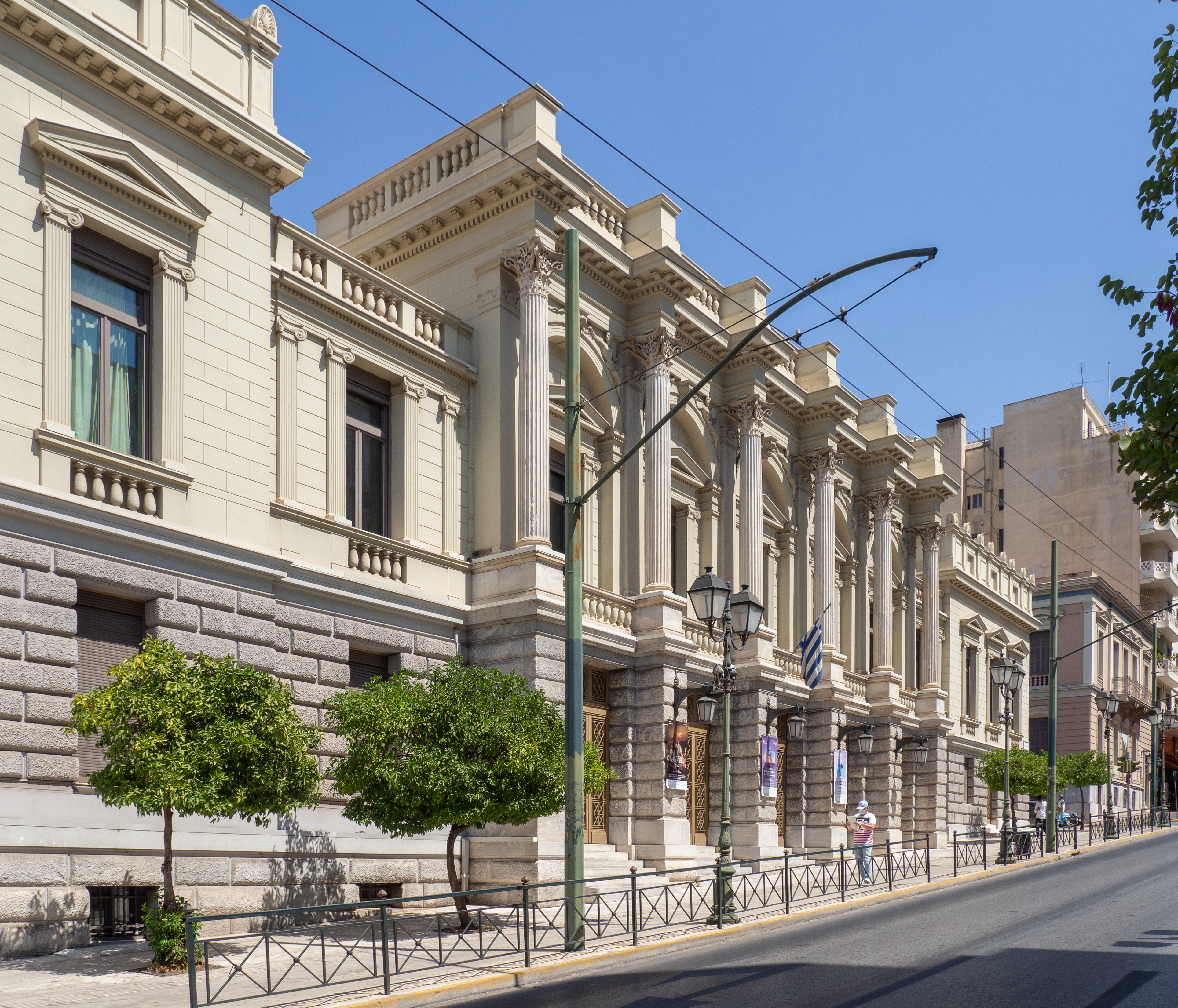
Le théâtre national de Grèce à Athènes, anciennement Théâtre royal.

C’est à Athènes, capitale depuis 1834 de la Grèce indépendante, que Ziller a conçu la grande majorité de ses bâtiments. La transformation de la ville, qui ne comptait à l’époque que quelque 12 000 habitants, en une capitale représentative à forte croissance avait été entamée sur un plan de 1831 par Schaubert et Kleanthis, dans un classicisme d’inspiration grecque basé sur les principes énoncés par leur maître Schinkel (qui avait lancé un projet de palais sur l’Acropole). Les frères danois Hans Christian et Theophil von Hansen poursuivirent ces travaux sous le roi Othon Ier de Grèce. Ziller assortit leur classicisme grec d’éléments de style inspirés de la néo-Renaissance d’Italie du Nord et, dans ses églises, d’éléments architecturaux byzantins. Il a ainsi, pendant le règne du roi Georges Ier, donné à la capitale des allures de métropole européenne moderne avec ses édifices publics représentatifs et ses splendides villas. La National Hellenic Research Foundation qualifie cette « Athènes éclectique » de la deuxième moitié du XIXe siècle, où se mêlent classicisme et néo-Renaissance nord-italienne et où se font déjà sentir les nouvelles idées venues de Vienne et de Dresde, d’« Athènes de Ziller », car il y a marqué « l’empreinte majestueuse de la société bourgeoise grecque à la fin du XIXe et au début du XXe siècle ».
L’œuvre de Ziller n’a commencé à être appréciée à sa juste valeur qu'à partir de 1942, quand Hans Hermann Russack publie son œuvre fondamentale Deutsche bauen in Athen (Architectes allemands à Athènes). L’architecte, presque oublié en Grèce et guère connu en Allemagne, a été rappelé à la mémoire du public en 1973, à l’occasion du 50e anniversaire de sa mort, par Dimitrios Papastamos, dans son Essai de monographie (Prospatheia Monographias), qui se base sur les documents originaux remis à la Nationalgalerie par la fille de Ziller, Josefine (Fifi) Dima-Ziller. Maro Kardamitsi-Adami, de l’université polytechnique nationale d'Athènes, a notamment, dans plusieurs publications, fait l’éloge de l’œuvre de Ziller en Grèce. Une exposition de plans de Ziller, qui s’est tenue en 2010 à la Pinacothèque nationale d'Athènes, a aussi contribué à faire connaître Ziller à un large public.

## Premières années
Ernst Ziller est le fils aîné d’une famille de dix enfants. Son père, Christian Gottlieb Ziller, est lui-même architecte. Ernst constitue, avec quatre de ses cinq frères, la troisième génération d’architectes dans la famille. Il apprend, sur les chantiers de son père, le métier de maçon alors que son frère Moritz est en même temps initié à celui de charpentier. C’est à la maison qu’ils reçoivent de leur père les bases théoriques du métier, notamment en hiver, lorsque les chantiers sont au repos. Ernst fréquente en outre, de 1855 à 1858, l’atelier d'architecture de l’Académie des Beaux-Arts de Dresde (École Semper-Nicolai), où il obtient, la deuxième année, une médaille de bronze et, la troisième année, une médaille d’argent pour des ouvrages réalisés dans le cadre de concours d'études.
Les deux frères se rendent ensuite à Leipzig, auprès du tailleur de pierres Einsiedeln, ami de la famille. Ils veulent de là aller à Berlin, ou plus précisément à Potsdam, chez leur oncle Christian Heinrich. Mais Einsiedeln leur conseille, en 1858, d’opter plutôt pour la ville de Vienne, « plus sérieuse ». Moritz trouve rapidement un travail comme charpentier. Ernst, par contre, se fait employer comme dessinateur dans le bureau de l’architecte classique danois Theophil Hansen. Néanmoins, six mois plus tard, Hansen se rend en Grèce pour préparer la construction de l’Académie d’Athènes. Les deux frères rentrent donc dans leur région natale de Lössnitz et passent l’hiver à approfondir leurs connaissances à l’atelier d’architecture de l’Académie saxonne des Beaux-Arts.
Alors que Moritz intègre l’entreprise de construction de son père à Oberlössnitz, Ernst remporte un concours d’architecture pour la construction de logements à Tbilissi, en Géorgie. Le jour même où la légation russe de Dresde le convoque pour signer le contrat pour le projet de Tbilissi, il reçoit de Vienne une lettre de Hansen, datée du 20 septembre 1859 et archivée, qui lui fait une proposition avantageuse, sans encore toutefois mentionner Athènes. Ernst Ziller décide de renoncer au projet de Tbilissi pour accepter l’offre de Hansen. Il emprunte de l’argent pour se rendre à Vienne, « son père étant alors à court d’argent ».

## Chef de chantier et comptable de Hansen

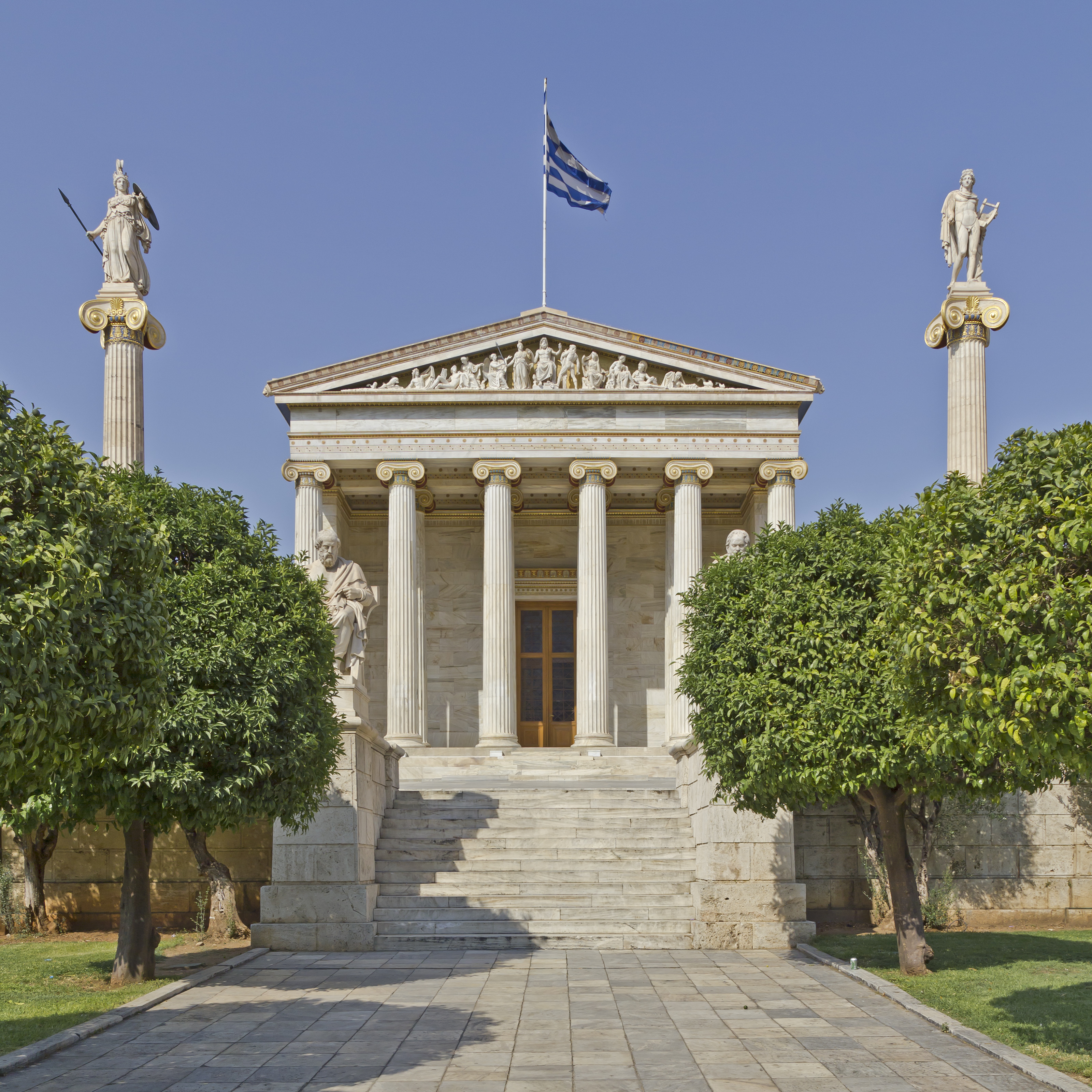
L'Académie d'Athènes

Ziller travailla encore un an et demi à Vienne, occupé comme dessinateur à dresser les plans de l’Académie d'Athènes. En 1861, il partit pour Athènes avec Hansen, dont il resta le représentant dans la capitale grecque pour les 30 années suivantes, à quelques brèves interruptions près, jusqu’à la mort de Hansen. À compter du 23 mars 1861, peu après le départ d’Athènes de Hansen, et jusqu’au 7 septembre 1890, Ziller lui écrivait régulièrement des lettres, dont 348 sont archivées parmi les documents faisant partie de la succession de Hansen. Ce qu’il lui rapportait ne concernait pas uniquement les travaux qu’il réalisait pour Hansen, mais aussi ses propres ouvrages, et il lui donnait également des nouvelles de sa famille. Hansen lui envoyait aussi régulièrement des croquis, des plans et des photos de ses derniers projets. Dans ses dernières lettres, Ziller tutoyait même son ancien maître.
Ziller éprouvait des difficultés à faire avancer les travaux sur ses chantiers ; cela n’était toutefois pas seulement dû aux barrières culturelles et linguistiques, mais aussi aux retards intervenant dans les tranches de financement, en dépit des promesses faites par le baron Simon von Sina, qui prenait en charge les travaux. Après la révolte du peuple grec et l’abdication du roi Othon Ier, le baron von Sina suspendit « provisoirement » ses paiements en 1864, les travaux de construction de l’Académie devant être interrompus « pour une durée indéterminée ». Le mécène, ancien ambassadeur du roi Othon, acceptait mal l’expulsion de ce dernier.

Le Zappeion en 2006

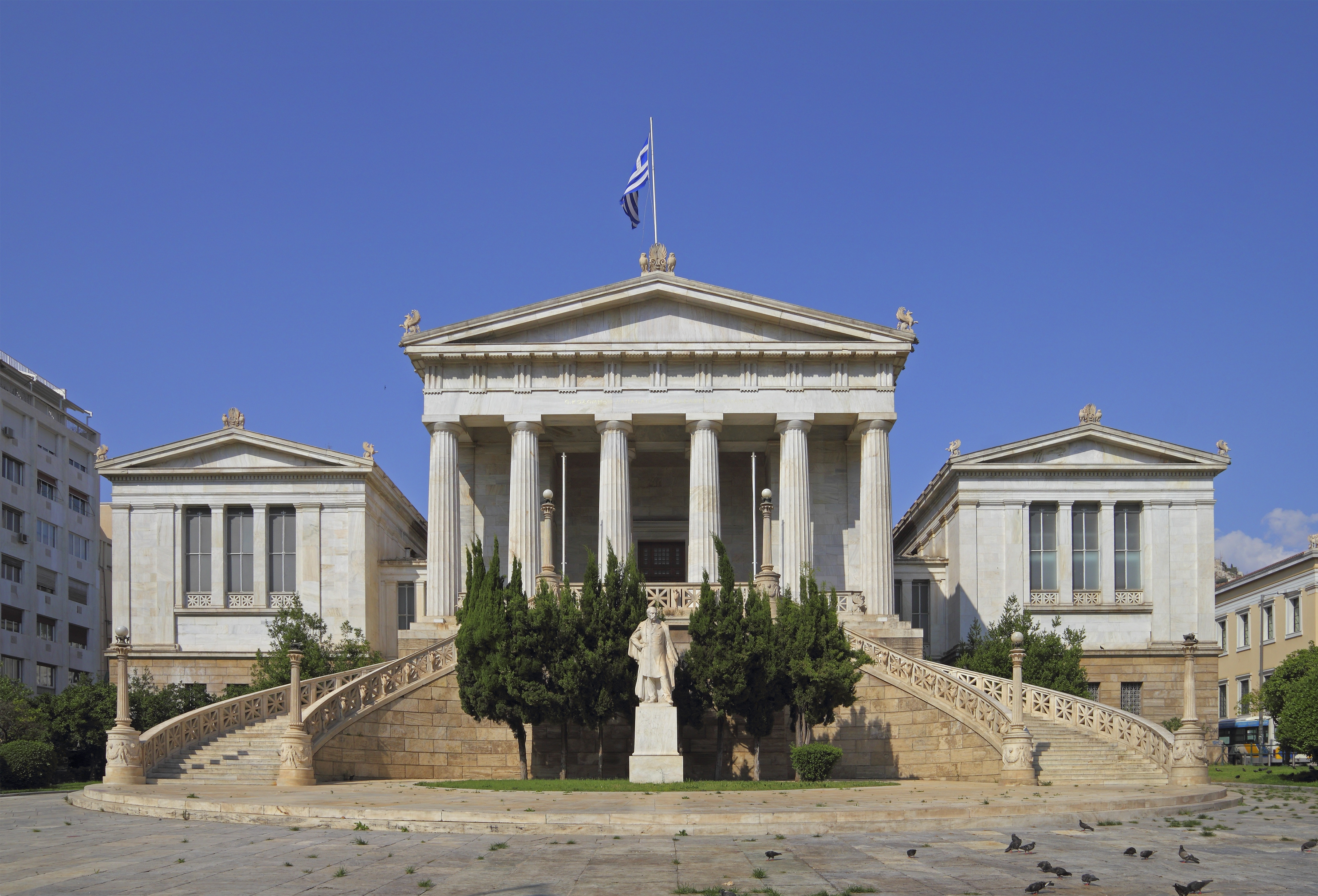
La Bibliothèque nationale

Ziller profita de cet intermède pour entamer la même année un voyage d’étude en Italie qui le mena à Naples (« Museum Borbonico »), Rome (où il compara la basilique Saint-Pierre avec la Frauenkirche de Dresde), Florence, Mantoue et Vérone et où il se familiarisa de plus près avec l’Antiquité, mais aussi et surtout avec la Renaissance italienne. En 1865, il rejoignait Hansen dans son bureau de Vienne, où il travailla non seulement sur de nouveaux plans pour l’Académie d’Athènes, mais aussi sur ses propres projets. C’est à cette époque qu’il conçut de sa propre initiative pour son village natal les plans d’un temple de style byzantin, qui furent toutefois rejetés. Il fit également des études à l’Académie des beaux-arts de Vienne, qu’il conclut par un diplôme. À cette époque et jusqu'en 1868, il entreprit des voyages d’étude à Berlin et Dresde, où il se pencha tout particulièrement sur les œuvres de Schinkel et Semper.
Ce n’est qu’en 1868 que Ziller put rejoindre Athènes pour achever la construction de l’Académie, dont la poursuite du financement était désormais assurée. Il s’y installa définitivement et se chargea pendant plus de vingt ans du suivi de tous les projets de construction de Hansen. L’Académie fut achevée en 1885. Vinrent s’y ajouter le palais d’exposition du Zappeion (pose de la première pierre en 1874, inauguration en 1888) et la Bibliothèque nationale (pose de la première pierre en 1888, hébergement des collections de la bibliothèque en 1903). Il acquit bientôt à Athènes une solide renommée comme étant l’un des principaux architectes classiques de Grèce.On avait tendance à oublier un peu Hansen, à tel point que lors d’une audience auprès du nouveau roi Georges Ier, celui-ci demanda à Ziller si les plans des nouveaux édifices étaient tous de lui. Employé par Hansen comme chef de chantier, Ziller disposait d’un revenu assuré et pouvait ainsi songer à développer de nouvelles idées et à réaliser ses propres projets. Dans une lettre qu’il adressa à Hansen quelque vingt ans plus tard, il fit état de cette chance inouïe et lui exprima toute sa gratitude.
Hansen, employeur, mécène et ami de Ziller pendant de longues années, mourut en 1891.

## Architecte-chercheur et archéologue classique

### Courbures
En août 1864, Ziller présenta son étude sur les courbures, dans laquelle il examinait d’une manière approfondie les courbures que l’on constate sur les horizontales dans les édifices antiques. Se basant sur des mesures détaillées réalisées par Francis Penrose (1817–1903) sur le Parthénon et le Théséion (connu aujourd’hui sous le nom de Temple d’Hephaïstos), il posa la question de savoir si les courbures constatées de nos jours étaient dues à des affaissements tectoniques ayant affecté des éléments architecturaux autrefois absolument rectilignes ou si elles avaient été sciemment apportées dès l’Antiquité. Il réfuta la thèse de la tectonique avancée par Karl Bötticher et parvint à la conclusion que tous les éléments horizontaux des entablements étaient réalisés, pour des raisons de perspective, avec une certaine courbure : « Aucun triglyphe, aucune métope n’est donc taillé à l’équerre ; ils sont tous modelés en fonction des courbes de l’ensemble et de leur position dans le triglyphe ». La théorie énoncée par Ziller a été des années durant fort controversée parmi les spécialistes ; en 1879, Josef Durm réfutait catégoriquement « de telles subtilités […] comme la courbure intentionnelle ».
Mais Ziller ne se laissa pas ébranler et dans les plans qu’il dressait pour l’Académie, il réintroduisit l’effet de courbure, pour la première fois depuis l’Antiquité. En bon praticien, il terminait son article, publié en 1865 dans la Zeitschrift für Bauwesen (Revue d’architecture) par des instructions pratiques pour l’élaboration d’horizontales courbées, qui n’est « pas véritablement plus compliquée que l’exécution d’une horizontale parfaite ».

### Polychromie
Ziller « s’y entendait […] en polychromie antique, car les temples et statues de la Grèce antique n’affichaient pas la pâle blancheur du marbre que nous connaissons aujourd’hui, mais étaient très colorés. Ziller a reproduit avec beaucoup de sensibilité dans ses dessins les anciennes ornementations et statues encore conservées, les sauvegardant pour la postérité. 400 de ces dessins nous sont parvenus ». Animé de cet exemple, il eut aussi recours à la polychromie dans ses propres ouvrages, on voit sur ses plans en aquarelle non seulement des façades colorées, mais aussi, à l’intérieur de ses édifices, des croquis de salles aux nuances harmonieuses, comprenant même parfois des meubles assortis de sa propre conception.

### Théâtre de Dionysos
Lors de fouilles réalisées en 1862 au pied de l’Acropole, Heinrich Strack, Ernst Curtius et Karl Bötticher retrouvèrent des restes du théâtre de Dionysos. Dès avant son voyage en Italie, Ziller avait commencé, à la demande de la Société archéologique d'Athènes, à inventorier ces vestiges et à les reproduire dans de nombreux dessins. Il nous a ainsi laissé non seulement le schéma du site, des plans précis et les mesures du profil du terrain, mais aussi des reproductions de différents chefs-d’œuvre tels que le trône du prêtre de Dionysos, la partie centrale de l’hyposkenion de Phèdre, qui montrent bien toute l’ampleur des vestiges découverts. Ses documents furent présentés dans le Journal de la Société archéologique (Archaiologike Ephemeris) ainsi que dans d’autres revues spécialisées, ce qui l’amena à approfondir encore ses recherches en 1870 et 1877. Cela lui valut dès 1868 une première notoriété dans les milieux scientifiques, où l’on mentionnait « l‘architecte Ziller, un élève de Hansen, connu pour avoir inventorié le théâtre de Bacchus ».

### Troie
En mai 1864, le consul d’Autriche responsable de la Grèce orientale et spécialiste des Balkans Johann Georg von Hahn invita Ziller et l’astronome Schmidt à l’accompagner pour des fouilles sur le site présumé de Troie. Hahn publia les résultats des fouilles, avec les illustrations de Ziller et les cartes établies par Schmidt. Ziller nota plus tard dans son journal personnel : « J’ai prêté cette brochure au Dr Schliemann, lorsqu’il est venu à Athènes pour se rendre pour la première fois à Troie. C’est ainsi que j’ai fait sa connaissance ».
Schliemann (1822–1890) confirme dans le rapport de son premier voyage à Troie en 1868 les fouilles réalisées par Hahn et Ziller, il y décrit également le site, mais se trompe dans la date, reprenant celle de la publication de la brochure : « Le consul Hahn a réalisé en 1865 avec l’architecte Ziller des fouilles sur cette colline, mettant au jour des vestiges de l’ampleur, ou presque, d’une petite citadelle…». La découverte sensationnelle, par Schliemann, du trésor de Priam a toutefois été faite à un autre endroit du site.
Cette rencontre plutôt fortuite entre Schliemann et Ziller allait déboucher sur une amitié à vie. Ziller dressera plus tard les plans de la résidence de Schliemann à Athènes, un palais somptueux (Iliou Melathron, 1878/1879), et la dernière demeure de Schliemann (mausolée Schliemann au Premier cimetière d’Athènes) est également l’œuvre de Ziller.

### Stade panathénaïque

Cérémonie d'ouverture des Jeux olympiques de 1896

La découverte la plus importante de Ziller remonte à 1864, date à laquelle il aurait acheté un terrain où l’on avait déjà auparavant effectué des fouilles pour retrouver les restes du stade antique. Ce n’est toutefois qu’à son retour à Athènes en 1868 que Ziller put entamer les recherches sur son terrain. En 1869, il fait état dans une lettre de la redécouverte du Stade panathénaïque, dont il aurait trouvé des restes. Mais comme il fallait déblayer quelque 13 000 m3 de terre, ce qui dépassait les moyens de Ziller, le roi prit en charge les coûts des fouilles et attribua à Ziller d’autres fonds pour acquérir des terrains mitoyens au nom du souverain afin de pouvoir s’assurer l’accès à l’ensemble du site du stade. Une ou deux fois par semaine, Ziller rencontrait sur les lieux le roi Georges Ier, et parfois la reine Olga. En 1870, il publia son rapport dans la revue Zeitschrift für Bauwesen. Remis en forme provisoirement par l’architecte grec Anastásios Metaxás, le site accueillit le 15 novembre 1870 les deuxièmes Jeux olympiques de Záppas.
À partir des résultats de ses recherches, Ziller établit les plans pour la reconstruction d’un « nouveau stade antique », à nouveau réalisé par Metaxás, qui utilisa un marbre de Pentélique d’un blanc éclatant tout en intégrant les vestiges retrouvés. Pierre de Coubertin inaugurera dans ce stade les Jeux olympiques de 1896.

### Autres fouilles
En août 1862, Ziller mène des études archéologiques sur l’île d’Égine. De septembre 1862 à 1897, il se rendra par ailleurs fréquemment à l'Acropole d'Athènes pour y réaliser des fouilles.
En 1868, il effectue des excavations à Rhamnonte, en Attique de l’Est. À en croire les récits que Russak a puisés dans les journaux personnels de Ziller, celui-ci fit à cette occasion la rencontre d’un chef de brigands local avec sa bande, mais s’en sortit finalement à bon compte.
En octobre 1876, Ziller examine avec le prince héritier de Meiningen, Bernard III, les ruines d'Éleuthères et d'Aigosthena. Les dessins contenus dans le rapport publié à cette occasion sont à nouveau de Ziller.
Ziller publie en 1877 les résultats de ses recherches, s’étendant sur plusieurs années, sur les conduites d’eau antiques d’Athènes. La ville moderne, qui allait selon Ziller éprouver des problèmes d’alimentation en eau, comptait à l’époque 55 000 à 60 000 habitants, alors que la ville antique pouvait approvisionner en eau ses quelque 200 000 habitants.
En 1881, il réalise des fouilles avec Heinrich Schliemann à Orchomène ; un an après, alors qu’il est occupé par le chantier de la mairie d’Hermoupolis, il y répertorie pour un rapport de fouilles les vestiges du théâtre antique.

### Influences sur l’architecture de Ziller

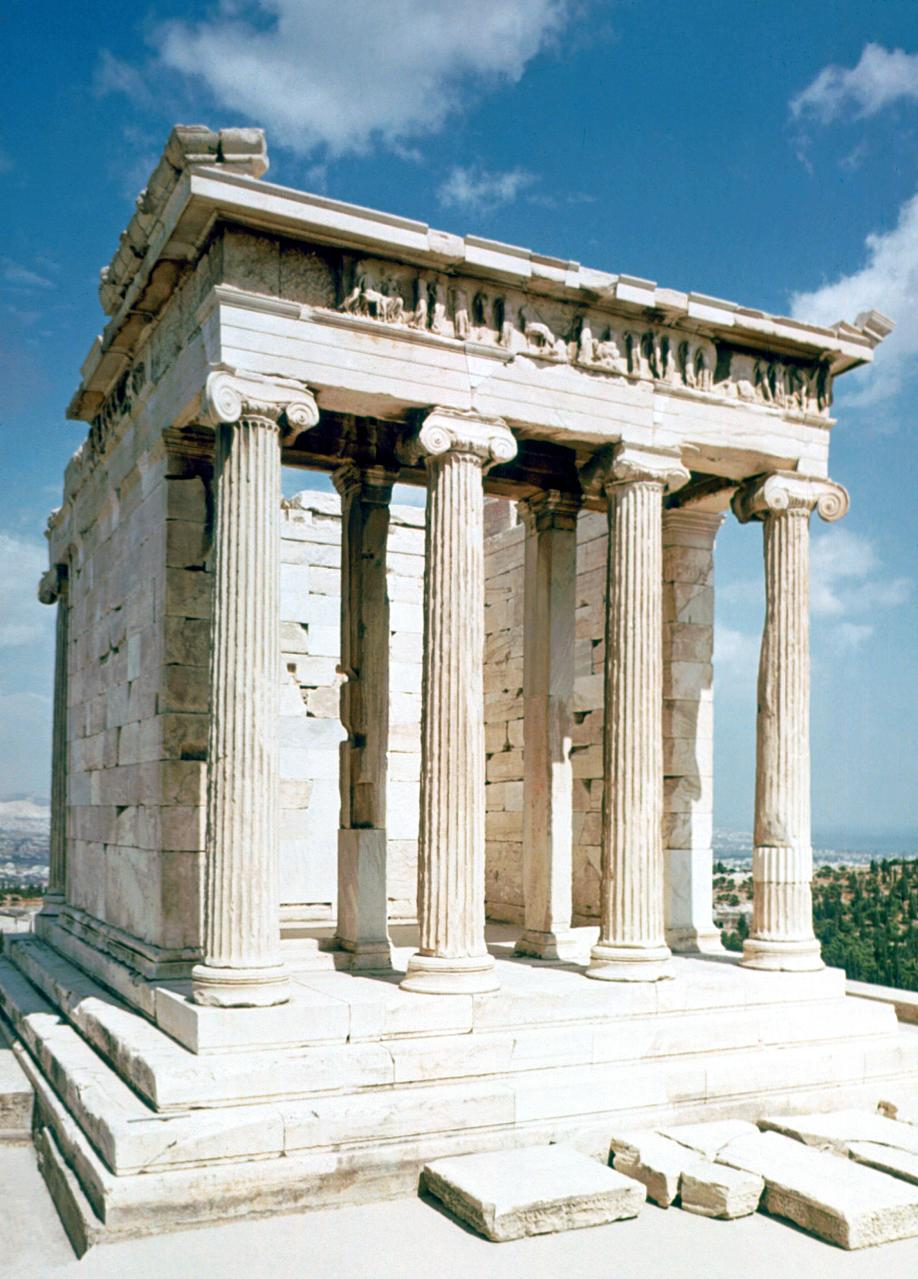
Temple d'Athéna Nikè

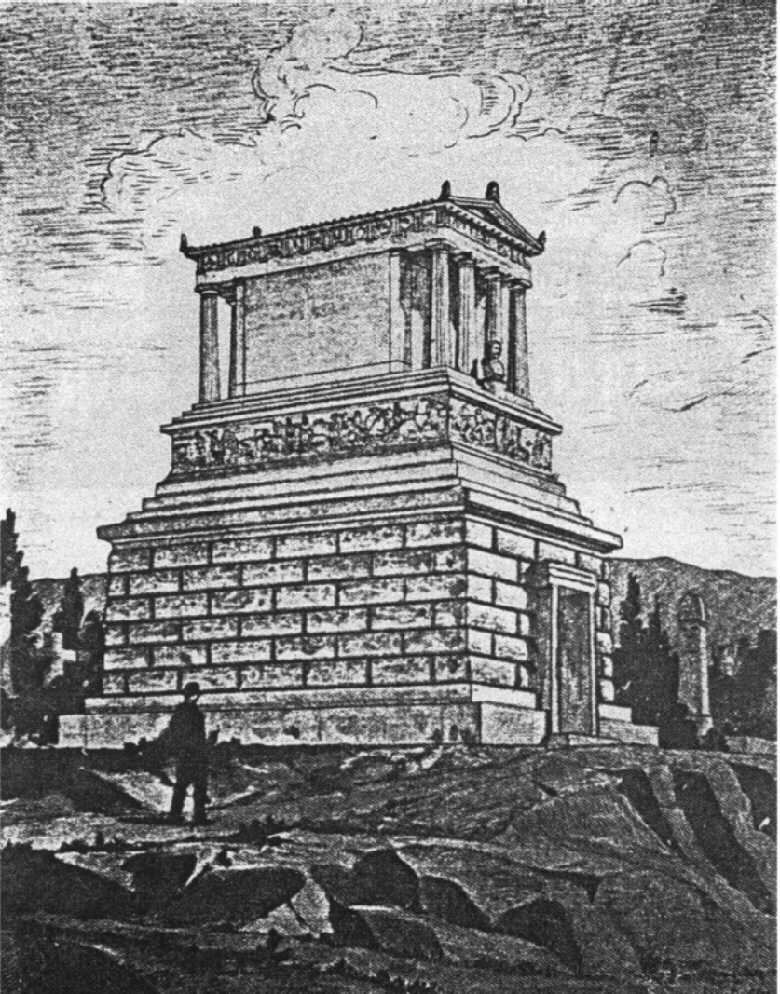
Mausolée de Schliemann, dessin de Ernst Ziller, 1892

Le maître de Ziller, Hansen, reprenait déjà des parties de monuments classiques et les intégrait dans ses plans. Ziller s’inspira de cette méthode et mit à profit dans ses réflexions architectoniques les résultats de ses recherches en architecture et de ses découvertes archéologiques. Il reprit notamment dans ses œuvres les courbures des monuments antiques, comme on le voit déjà dans ses plans pour l’Académie d’Athènes.
La mise en valeur directe des enseignements tirés de ses recherches est particulièrement manifeste dans les plans qu’il dressa dans les années 1880 pour le théâtre royal. Il s’inspira des restes conservés jusqu’à nos jours de la bibliothèque d'Hadrien à Athènes et les imita dans la façade donnant sur la rue. Pourtant, l’emplacement du théâtre, sur une rue en forte pente ne ménageant pas un parvis de dimensions conséquentes, ne se prête guère à la reprise de ce modèle.
Le mausolée de Heinrich Schliemann (de) réalisé par Ziller au Premier cimetière d’Athènes est calqué dans les moindres détails sur le type de monument que l’on érigeait pour les héros antiques. Le mausolée est composé d’une grande chambre funéraire surmontée d’un socle orné d’une frise, sur lequel se dresse un amphiprostyle dorique. Ziller conçut ainsi une espèce de variante dorique du Temple d'Athéna Nikè. Mais aussi le Parthénon a influencé l’œuvre de Ziller : « Les proportions des colonnes, des chapiteaux et de l’architrave correspondent exactement à celles du Parthénon ». Ziller inclina les colonnes du mausolée d’un centimètre vers l’intérieur et renforça les colonnes d’angle de cinq centimètres par rapport à celles du centre. Les fûts sont légèrement bombés.
Comme l’avait souhaité Schliemann, Ziller reproduisit sur la frise des scènes de l'Iliade et évoqua sur les métopes les trésors archéologiques découverts par Schliemann.

## Entrepreneur indépendant

### L'architecte

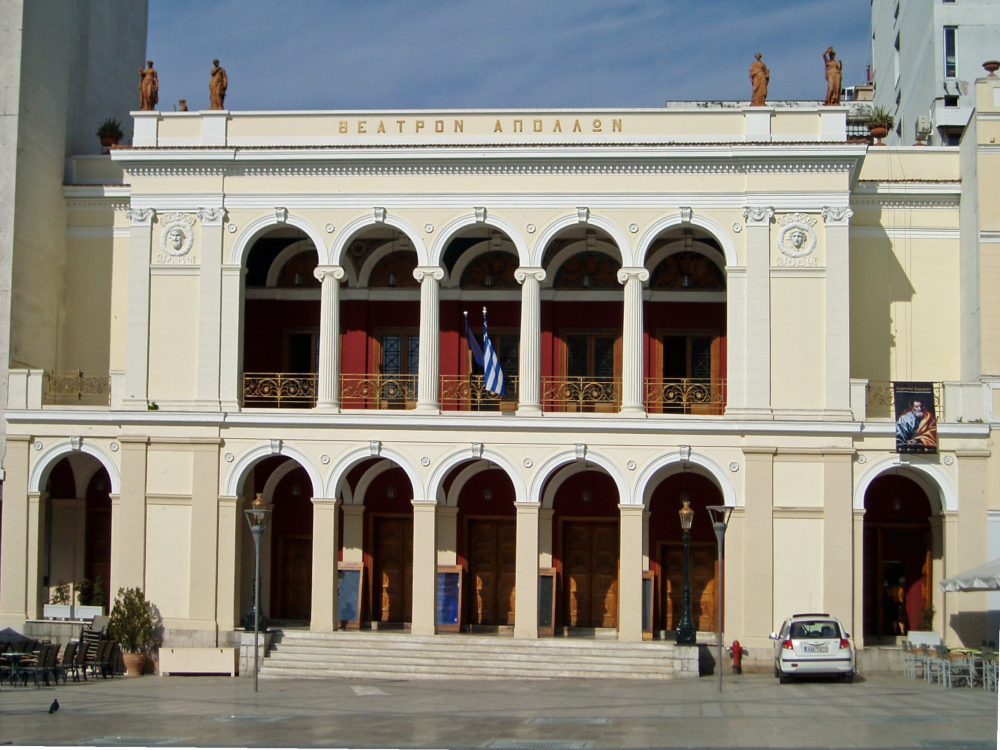
Théâtre Apollon à Patras

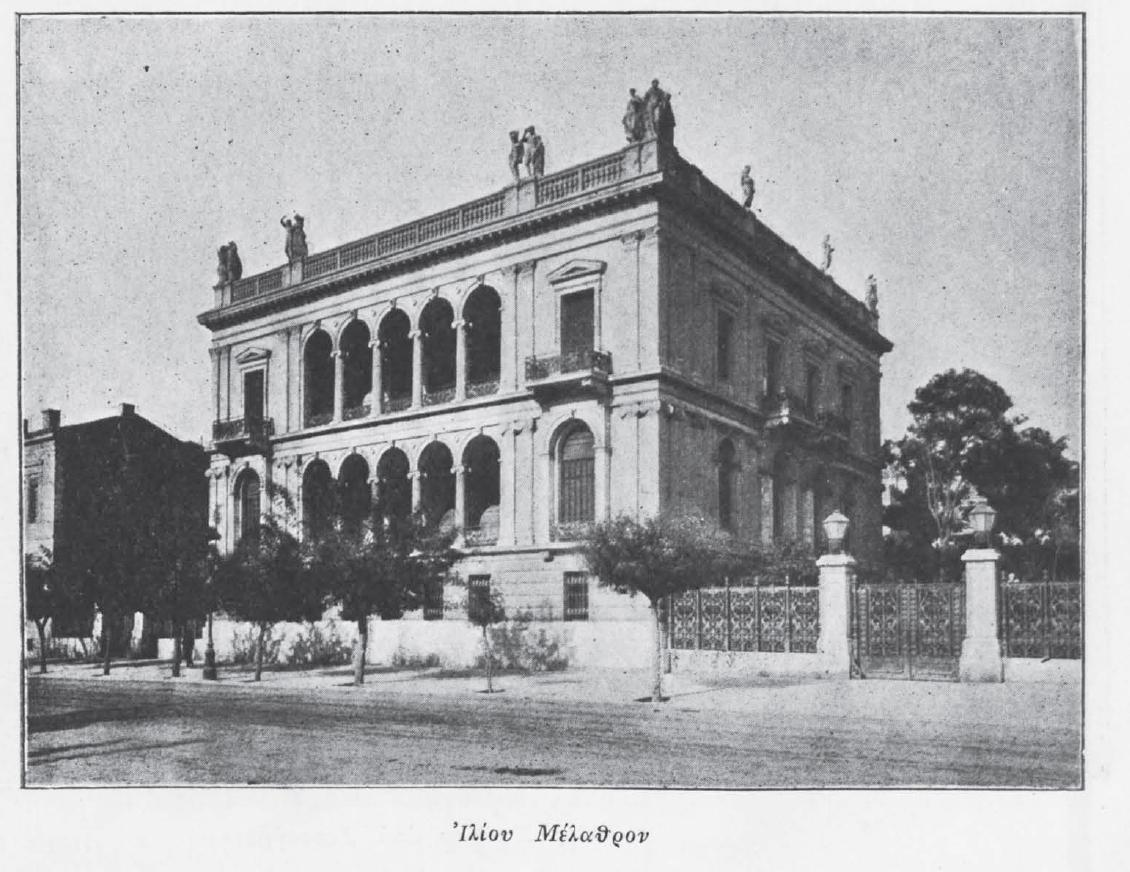
Illiou Melathron pour Schliemann

En 1862, Ziller rapportait déjà qu’il avait conçu pour deux clients des projets, qui n’avaient toutefois pas encore été réalisés, « et aussi pour mon frère (à Oberlössnitz), dont la première pierre a déjà été posée. […] Mon frère construit une ou deux fois par an de telles petites villas, par spéculation, et fait de bonnes affaires. » Étant donné que Ziller en parlait dans ses lettres à Hansen, qu’il lui demandait même conseil pour le choix des coloris et faisait appel à son aide pour transmettre les documents à son frère, on peut supposer que Hansen était d’accord pour qu’il menât des activités indépendantes à côté des travaux qu’il lui confiait. Et lorsqu’il était chez Hansen à Vienne, il réalisait aussi ses propres projets.
Bien que Ziller fût retourné à Athènes en 1868 principalement pour s’occuper des bâtiments de Hansen, il ouvrit parallèlement son propre cabinet d’architecte, dans lequel son frère Paul vint le rejoindre peu après. En 1869, il était déjà si connu de par ses publications sur ses fouilles qu’on lui adressait la parole dans la rue pour le féliciter. Au début des années 1870, il remporta les premiers grands marchés publics de travaux, notamment pour les théâtres de Patras et de Zakynthos. Le théâtre d’Apollon de Patras s’inspirait du style Renaissance des palais de Venise, qu’il alliait à sa propre conception du classicisme grec. Ziller restera fidèle dans toute son œuvre à cet éclectisme dont on voit ici les signes précurseurs et dont il s’attachera à parfaire l’unité. Ses édifices de culte s’écartent toutefois de cette conception et s’inspirent d’un style byzantin.
Dans les décennies suivantes, il construisit pour la grande bourgeoisie athénienne et grecque plus de cent villas et manoirs, dans toute la Grèce, mais surtout à Athènes. La plus importante est certainement l’Ilíou Mélathron (de) (Palais d’Ilion, 1878/1879, jusqu’en 1881 pour les peintures), qu’il bâtit pour son ami Heinrich Schliemann, qui donna les instructions suivantes : « Comme j'ai jusqu’à présent toujours vécu dans de petites maisons, j’aimerais passer le reste de ma vie dans un grand bâtiment. Ce que je veux, ce sont de grands espaces, et rien d’autre. Tu peux choisir le style que tu veux, tout ce que je demande, c’est un ample escalier de marbre menant du rez-de-chaussée au premier étage, où il se terminera par une terrasse ». C’est ainsi que vit le jour, pour citer Georgios Korres, l’un des « bâtiments les plus représentatifs, les plus prestigieux et les plus originaux de l’Europe du siècle dernier [XIXe] ». L’édifice compact, de trois étages, au plan à peu près carré, affiche côté rue une loggia à arcs en plein cintre et rappelle le Palazzo Trevisan de la Venise du XVIe siècle, mais aussi la Haus Seebach de Nicolai et la villa Rosa de Semper. La villa Rosa avait tout particulièrement séduit Schliemann lors d’un voyage à Dresde, il l’avait d’ailleurs recommandée à Ziller comme exemple à suivre. Mai ici, Ziller se cite déjà lui-même, puisqu’il avait déjà adopté en 1871 cette galerie en arcades au théâtre de Patras. Alors que Ziller estimait que l’héritage de 20 000 drachmes que lui avait laissé le baron Sina représentait le quart des coûts de construction d’une villa à Athènes, le palais d’Ilion de Schliemann, qui abrite aujourd’hui le musée numismatique, engloutit 439 650 drachmes jusqu’à son achèvement.
Une fois que Ziller eut terminé le mausolée en forme d’hérôon au Premier cimetière d’Athènes, la dépouille de Schliemann y fut transférée en 1892.
La famille d‘armateurs Stathanos se fit construire en 1895, dans le quartier de Kolonáki, la villa Megaro Stathatou, où se trouve aujourd’hui le Musée d'art cycladique.
Fidèle au concept d’œuvre d'art totale, Ziller créait aussi la décoration des espaces intérieurs, y compris le mobilier à y installer. Pour ce qui est de la demeure de Schliemann, il s’en remit certes, pour le détail de la décoration des espaces conçus par lui-même, au peintre Jurij Šubic, qui peignit également sa résidence à Athènes, mais les sols qu’il fit poser sont de sa propre création.

### Les frères Ernst et Paul Ziller
Paul (1846–1931) était le plus jeune frère d’Ernst Ziller, et comme tous les autres à l’exception d’Otto, qui exerça dans le commerce, Paul apprit un métier du bâtiment. Après sa formation de tailleur de pierre de 1860 à 1862, il fit des études d’architecture, probablement à Dresde. Comme Hans Christian Hansen, qui avait appelé près de lui son cadet Theophil, Ernst fit venir en 1868 son jeune frère Paul à Athènes après son service militaire, pour qu’il l’aidât dans son travail. À partir de la fin des années 1860, Ernst pourra ainsi passer plusieurs séjours prolongés d’études et de vacances en Italie, s’en remettant à son frère Paul pour surveiller le chantier de l’Académie.
Paul travailla au moins jusqu’en 1878 comme assistant de son frère. Il ouvrira ensuite son propre cabinet d’architecte à Athènes. Ernst rapporte en 1881 que son frère vient de bâtir un théâtre. Au milieu des années 1890, Paul retournera en Saxe.

### Aménagement de quartier: le «Quartier Tsiller» au Pirée

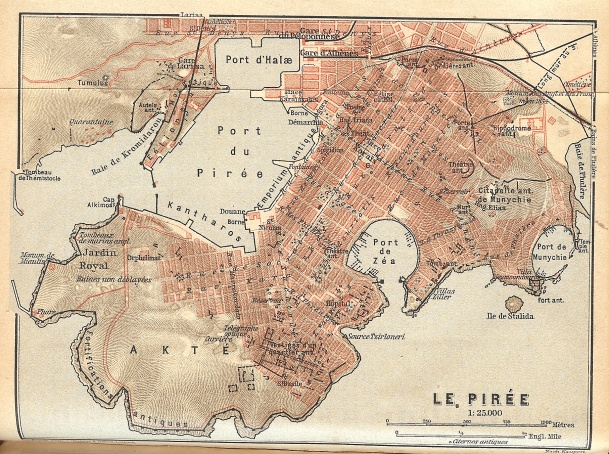
Plan d'Athènes vers 1900, avec les Villas Ziller

Ziller avait acheté en 1870 une propriété importante au Pirée, dans le quartier aujourd’hui appelé Kastella, sur la presqu’île orientale de la baie de Zéa. Sur cette propriété se trouvait le puits (ou était-ce une source ?) le plus abondant de tout le secteur. En 1875, Ziller s’y installa. Cette propriété est à nouveau mentionnée en 1878 : alors que Ziller était en voyage de noces, son frère Paul, qui, comme toujours, supervisait les projets en cours, rapporta dans une lettre à Hansen que le roi séjournait toujours dans la propriété de Ziller au Pirée et ne rejoindrait Tatoï qu’à la fin du mois. Le site, en bord de mer, avec vue sur le Golfe Saronique, était en effet très prisé, surtout en été. Ziller y construisit « probablement par spéculation » (c’est-à-dire sans commande concrète et à ses propres frais) de nombreuses villas, à tel point que les plans de ville et les cartes postales de l’époque baptisèrent cette zone résidentielle « Quartier Tsiller ». Cette propriété devint une véritable mine d’or pour Ziller. En août 1879, Ziller note : « Je lis dans les journaux que le roi veut acheter l’une de mes villas, ou même trois, que je suis d’ailleurs en train de mettre en vente […] ». Le roi passait souvent l’été dans une des villas de Ziller, dont aucune n’existe encore de nos jours, à l’exception de la Villa Patsiadis, au premier étage de laquelle se trouvaient des « appartements royaux ». Aujourd’hui, le Café Ziller s’y est installé, dont le nom fait revivre « l’architecte […] et dessinateur de Dresde […] mondialement connu pour les bâtiments qu’il fit ériger à Athènes ». La Villa Patsiadis, qui porte le nom d’un riche industriel du Pirée, P. Patsiadis, se trouve à l’angle sud-est de la zone construite dominant la sortie du port, sur l’esplanade rebaptisée place Alexandras en 1891 (autrefois place du cap Munichie ou place Ziller).

### Le fabricant de matériaux de construction
En 1879, Ziller rapportait qu’il avait « mis en marche son usine de plaques de ciment » et qu’il avait « l’intention, si cela est possible, d’en revêtir toutes les maisons et trottoirs d’Athènes ». Il attachait une grande importance à la « sauvegarde du secret de fabrication ». Dans la première année, il remporta un bénéfice net de 3 000 drachmes, avec lequel il voulait « si tout va bien, [se] construire une maison à Athènes ». Ziller était satisfait de son entreprise, qui tourna encore au moins jusqu’en 1890 et dont on voit encore le bâtiment sur une carte postale de 1908. Cette usine se trouvait dans le quartier Tsiller, au Pirée, comme il ressort des notes de Spichty, accompagnées d’une carte du port de Zéa.

## Professeur d’architecture, puis directeur de travaux

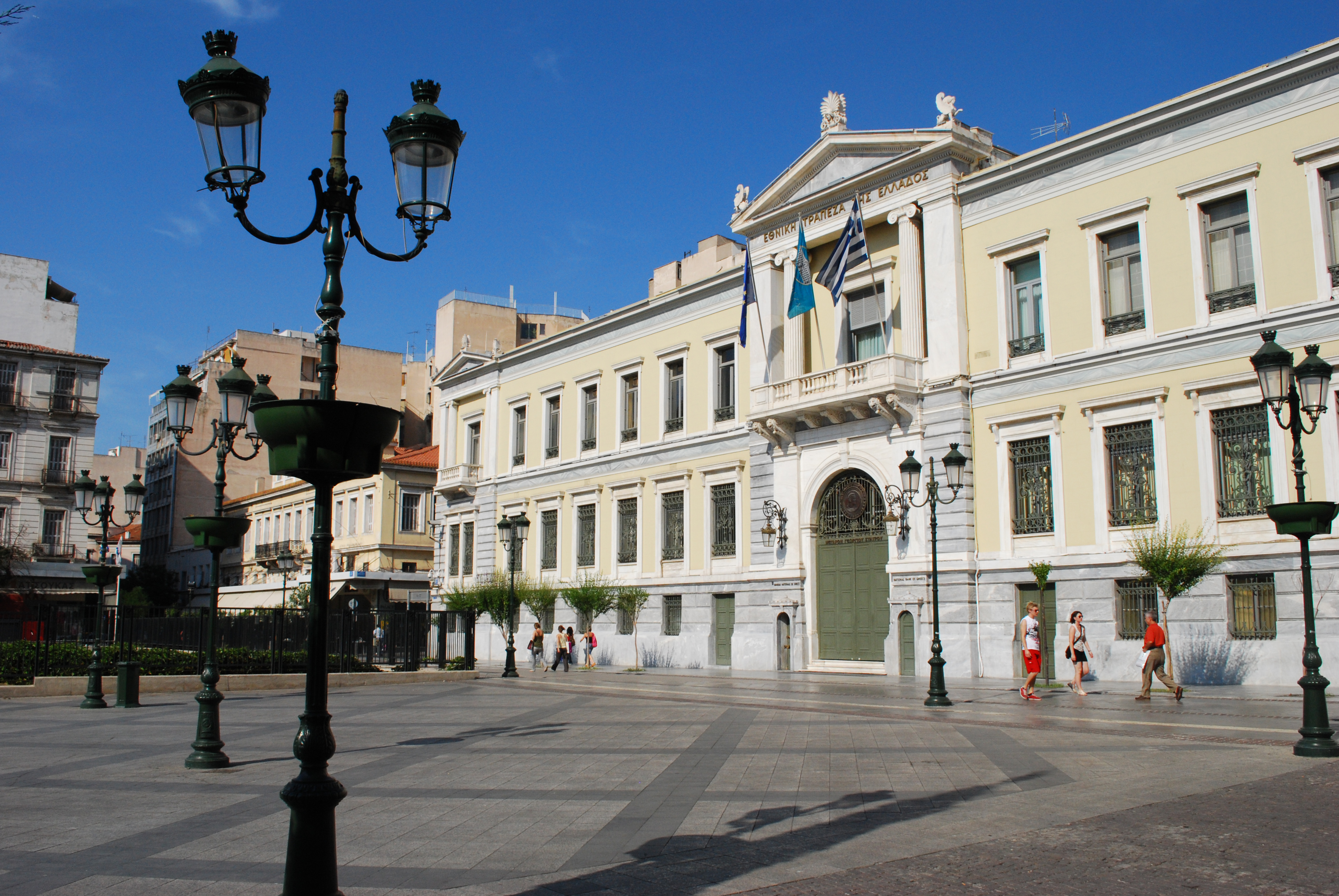
Banque nationale de Grèce

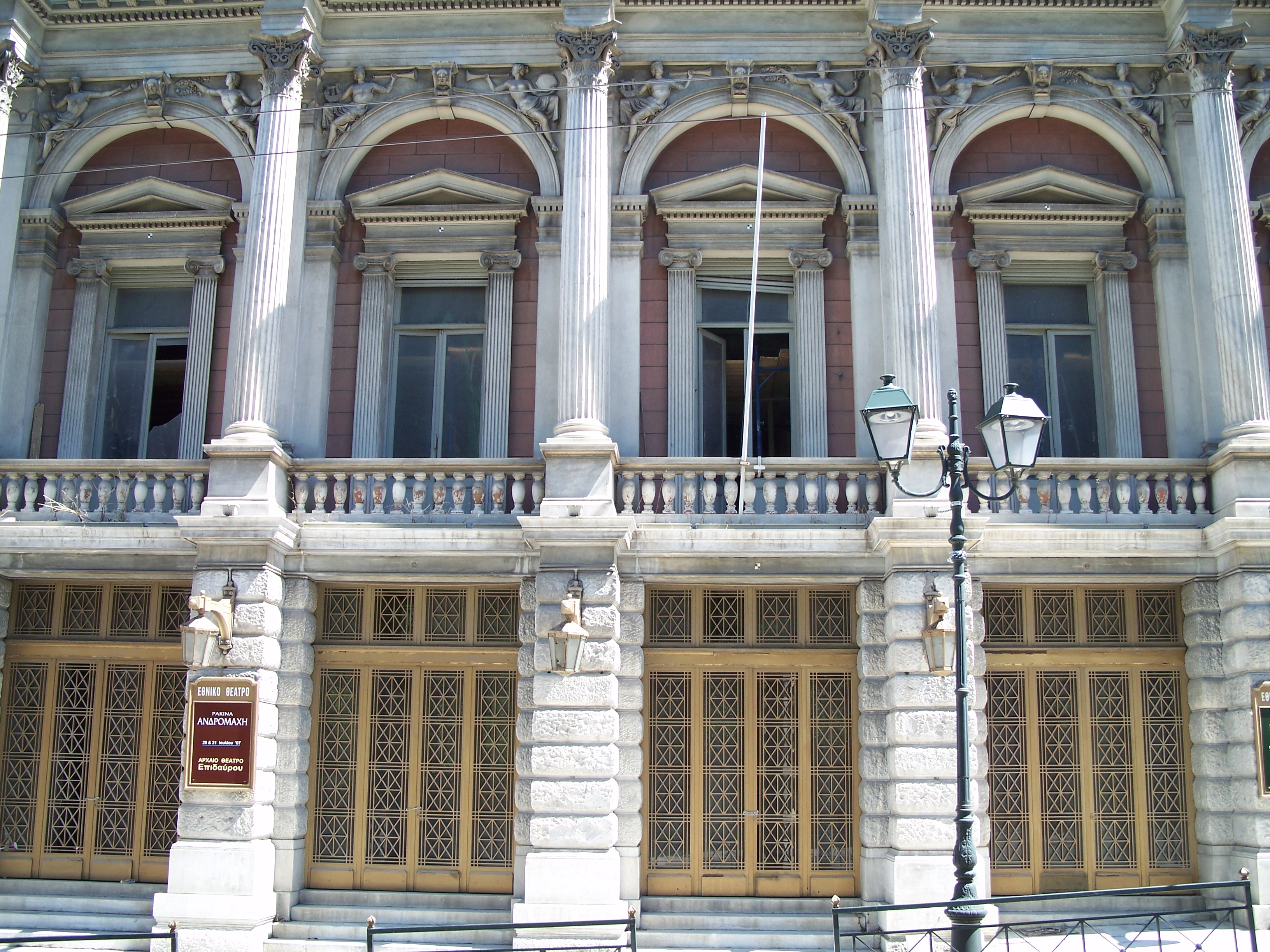
Le Théâtre national, anciennement Théâtre royal, pendant les travaux de restructuration (2007)

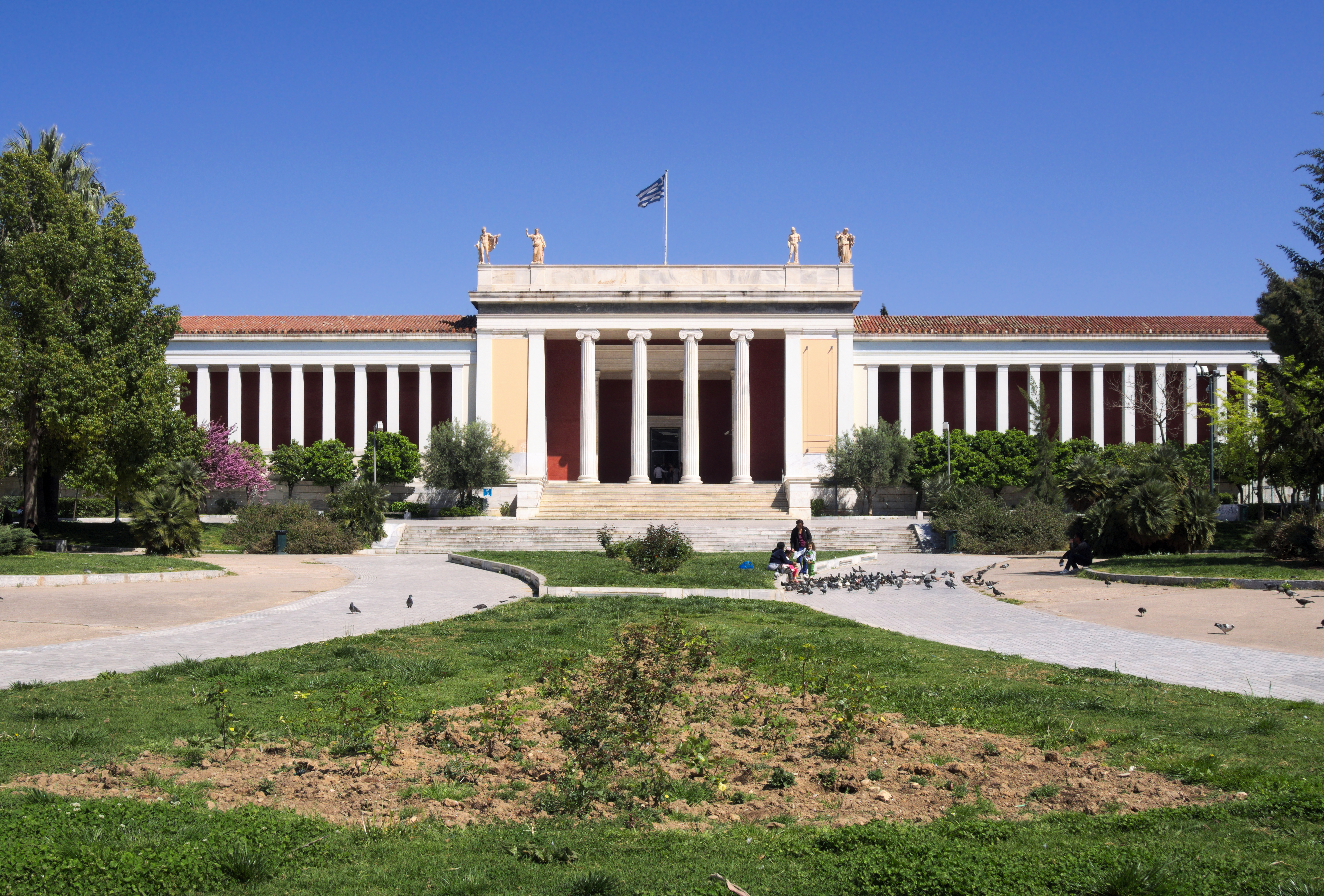
Musée national archéologique

En 1872, Ziller est nommé professeur d’architecture à l’« école ploytechnique » (Polytechnion, université polytechnique nationale d'Athènes). En 1883, il annonce dans une lettre à Hansen sa destitution de la chaire d’architecture par le « ministre Trikupis » (il s’agissait en réalité du Premier ministre Charílaos Trikoúpis), ce qui présentait pour Ziller des avantages nettement positifs. Il aurait consacré trop de temps et d’énergie à l’enseignement et aurait même perdu ainsi plus d’un contrat. Il préférait à l’avenir succomber sous les commandes, ce qui lui rapporterait beaucoup plus. C’est d’ailleurs ce qui se produisit, puisqu’il connut dans les années 1880 sa véritable percée comme architecte de renom.
Vers 1880, le roi Georges décida de faire construire le Théâtre royal. Ziller fut chargé de la conception et de la construction de l’édifice néo-renaissance, dont la façade s’inspire de l’antique Bibliothèque d’Hadrien. Le bâtiment fut terminé vers 1890, mais son aménagement définitif traîna jusqu’en 1900. Ziller avait entre-temps déjà érigé le théâtre municipal (1887/1888).
En 1884, Ziller est nommé officier ministériel et Directeur des travaux publics au ministère de l’intérieur, là où Eduard Schaubert avait exercé auparavant, avançant ainsi au rang d’architecte du roi Georges Ier. Il occupa cette fonction au moins jusqu’à la faillite de l’État grec en 1893, qui mit provisoirement fin au financement par l’État de projets de construction. Il avait sous sa responsabilité la construction du Musée national archéologique (conçu à l’origine par Ludwig Lange, mais dont la façade est de Ziller), de la Banque nationale, de la poste principale et du palais du prince héritier (aujourd’hui résidence du président de la République). En 1888, Ziller rapporte qu’il vient de dresser les plans d’un orphelinat de filles, qu’il travaille sur un projet d’école de cadets, en attendant de s’attaquer aux tribunaux et ministères. Dans une lettre de septembre 1890, il mentionne que Trikoupis l’a chargé de construire un nouveau ministère des finances, qu’il est en train de faire les plans d’un hôpital municipal, alors que les tribunaux doivent encore patienter. Nombreux sont ses édifices, notamment publics, qui laissent transparaître « des processus de conception et de réalisation standardisés, tels qu’on pourrait les trouver dans un catalogue. L’école de cadets, terminée en 1900, est un exemple d’architecture d’une sobriété qui manque d’imagination ». Ziller a conçu plusieurs manoirs pour la famille royale : si ses plans pour la résidence d’été des Petalis n’ont pas été exécutés, le palais royal de Tatoï est bien de lui.

## Vie privée

### Famille
Lors d’un de ses voyages à Vienne au printemps 1876, Ziller fit la connaissance de Sophia Doudou, une pianiste d’origine macédonienne. Son père, Konstantinos Doudos, était un commerçant venant de Kozani et vivant à Vienne. Sophia, multilingue, avait fait des études de piano au conservatoire de Vienne, où elle avait obtenu une médaille d’or. Ils se marièrent en juin 1876, après un mois de fiançailles. Ils partirent en voyage de noces dans la famille de Ziller en Lössnitz, près de Dresde, puis élurent domicile à Athènes. Leur première fille est née en mai 1879, suivie deux ans plus tard d’un fils. Ils eurent en tout trois filles et deux fils.
Ziller aimait la vie de famille et voyageait souvent avec sa femme et ses enfants, à Vienne et aussi, en été, à Constantinople. Comme son père l’avait fait avec lui, il enseigna à la maison à son fils aîné la géométrie descriptive. Le couple « cultivait les arts et les personnalités les plus intéressantes d’Athènes fréquentaient leur maison ». Sophia Doudou-Ziller, première professeur de piano d’Athènes, donnait des cours privés de piano à de nombreux enfants de familles renommées de la capitale, enseignait au Conservatoire d’Athènes et composait elle-même des morceaux de musique. Elle reçut les éloges de Franz Liszt et de Camille Saint-Saëns.
Leur fille Josephina (Fifi) Dima-Ziller (1885–1965), qui épousera le peintre Dimitrios Dimas (1886–1957), se consacra à la peinture. C’est elle qui géra la succession de Ziller, jusqu’à ce que les pièces les plus importantes soient transférées en 1961 à la Galerie nationale, dont le journal personnel de Ziller, qui a été utilisé par Russack pour son ouvrage de 1942.

### Domicile
Au début, Ziller logeait à Athènes. En 1875 il s’installa dans sa propriété du quartier de Kastella au Pirée, achetée en 1870, probablement dans une maison déjà existante car il ne parle nulle part de la construction d’une maison à son propre usage. Sur cette propriété se trouvait le puits le plus abondant de tout le secteur (ou était-ce une source ?), de sorte que Ziller pouvait, pendant les mois secs d’été, approvisionner aussi ses voisins en eau. Ziller ne put se construire sa propre villa à Athènes qu’en 1882/1883. Les fonds nécessaires provenaient entre autres du baron Simon von Sina, avec lequel Ziller était lié d’amitié depuis ses années à Vienne, alors qu’il travaillait à la construction de l’Académie d’Athènes. Sina légua 20 000 drachmes à Ziller dans son testament, somme qui correspondait au quart de ce que coûtait une villa en ville. Il fallut à Ziller des années de négociations avec les administrateurs de la succession du baron, mort à Vienne en 1876, pour qu’il puisse obtenir cet argent. Ziller dut vendre en plus 4 000 m2 de sa propriété du Pirée. Sa villa en ville, où il avait aussi son bureau, était au 6 de la rue Mavromichali ; dans les archives de Hansen, on retrouve un plan du premier étage, que Ziller avait joint en 1889 à une invitation à Athènes à l’occasion du mariage du prince héritier. La chambre prévue pour Hansen avait un balcon et une vue sur l’Acropole.
Ziller habitait toujours, pendant les mois d’été, au Pirée avec sa famille, pour profiter de « l’air frais de la mer ». Le matin, il prenait le train de six heures pour Athènes, et revenait le soir, après sa journée de travail, par le train de six heures.

### Contacts avec sa famille en Allemagne
Ernst Ziller, le membre certainement le plus influent d’une famille d’architectes d’origine saxonne, était le frère aîné de Moritz et Gustav (de), ingénieurs en bâtiment à Radebeul et de l’architecte Paul, tous fils du bâtisseur saxon Christian Gottlieb Ziller (de), il était aussi cousin au deuxième degré de l’architecte prussien Carl Ernst Heinrich Ziller (de), dont le père, Christian Heinrich (de) travaillait pour Schinkel.
Ziller maintint dès le début le contact avec sa famille et dressa en 1862 pour son frère Moritz les plans de deux villas en Lössnitz, où il conçut aussi en 1865 un temple de style byzantin, auquel il restera fidèle dans tous ses édifices religieux.
Après une visite à Radebeul en 1878, il rapporta dans une lettre à Hansen : « Mes deux frères Moritz et Gustav ont ici beaucoup bâti ces quatre dernières années, faisant preuve d’un remarquable esprit d’entreprise. Leur système de distribution d’eau est un projet que j’avais tout d’abord sous-estimé; il permet en effet d’approvisionner en eau toute la région… Il existe maintenant de nombreuses fontaines, les gazons et les arbres peuvent désormais être arrosés tous les jours : bref, c’est un véritable plaisir de voir prospérer les jardins nouvellement créés. » Et il songeait à ce que l’on pourrait faire à Athènes et dans la région si l’on y apportait suffisamment d’eau. Le système de distribution d’eau des frères Ziller a notamment servi d’exemple à celui de Gropa, aujourd’hui Lakka, dans le Péloponnèse.
Les plans de certaines des villas qu’il fit bâtir à Kephissia rappellent fortement la prédilection que ses frères Moritz et Gustav avaient pour les villas et manoirs en style suisse. La résidence royale de Tatoï, réalisée sur ses plans, s’en inspirait aussi.
La visite que lui rendirent en 1900 Karl et Emma May et Richard et Klara Plöhn se fit sur l’instigation de ses frères et sœurs restés en Saxe.
Mais l’influence s’exerçait aussi dans l’autre sens : vers 1879, Moritz et Gustav firent construire à Oberlössnitz, dans la Nizzastraße, plusieurs villas s’inspirant d’exemples grecs. Karl May résida dans l’une de celles-ci, la Villa Agnes (de), avant d’acquérir auprès des deux frères la villa Shatterhand (de), en style néo-Renaissance, cher aussi à Ernst Ziller.

### Visite de Karl May, projet de mausolée à Radebeul
Au milieu des années 1890, l’écrivain saxon Karl May acquit son dernier domicile, la villa Shatterhand (de), auprès d’Otto Ziller, qui, depuis son magasin de Lössnitz, commercialisait des villas déjà construites pour le compte de ses frères.

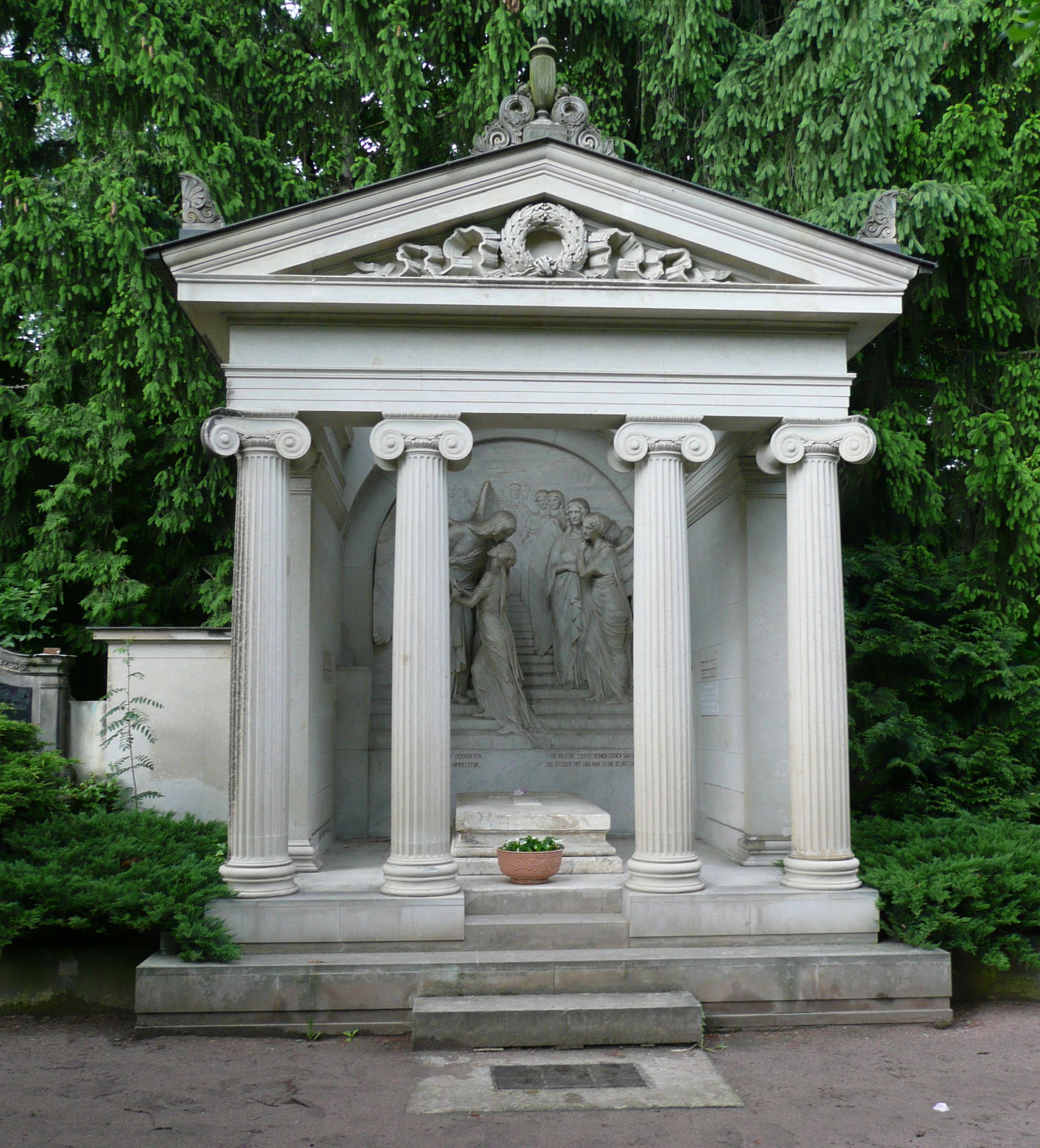
Mausolée de Karl May à Radebeul

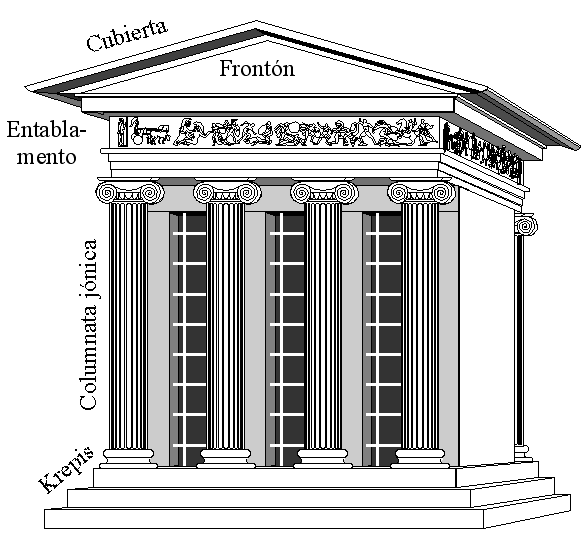
Dessin de reconstruction du temple de Nikè

Dans la deuxième partie de son voyage en Orient, il s’arrêta à Athènes le 7 juillet 1900, en compagnie de son épouse Emma et de la famille Plöhn. Vu les contacts qu’ils avaient en Saxe avec la famille Ziller, ils rendirent visite au « professeur Ziller ». La femme de Plöhn, Klara, qui épousera plus tard Karl May, rapporte dans ses notes: « Nous avions déjà été à Athènes avec Karl May et son épouse ainsi que d’autres personnes – mon mari était déjà très malade – et avions, grâce à l’entremise du professeur Ziller, originaire de Radebeul, passé une nuit de pleine lune sur l’Acropole. C’est là que j’eus l’idée de reconstruire comme tombeau à Radebeul le temple de Nikè. Plöhn mourra peu après et sera enterré à Radebeul ». Le mausolée fut réalisé par Paul Ziller – qui avait lui aussi passé une grande partie de sa vie à Athènes –, vraisemblablement avec l’aide de son frère Ernst.

### Dernières années
En 1900, une transaction malencontreuse ruina Ziller, il dut vendre sa maison en ville pour 150 000 drachmes au banquier et collectionneur d’art Dionýsios Lovérdos (el) (il fut décidé en 2011 d’ouvrir dans le bâtiment un musée abritant la collection de Lovérdos, comme section du musée byzantin et chrétien). Les grandes commandes lucratives se faisant de plus en plus rares, la famille Ziller dut se contenter d’un train de vie plus modeste. Ziller avait désormais son « studio » (probablement son bureau) à l’angle des rues Kanaris et Solonos. Il faisait des plans pour des édifices de moindre envergure, comme, en 1906, l’Institut archéologique autrichien et quelques églises et monuments. L’une de ses filles en fait la même année le portrait d’un vieillard aux yeux serrés. Vu le climat anti-allemand qui régnait pendant et après la Première Guerre mondiale, Ziller tomba dans l’isolement.
Le dernier projet parvenu à la connaissance de Spichty dans ses recherches date de 1920 et se référait à un monument sur l’île de Lesbos. Jusque-là, Ziller avait conçu plus de 600 édifices publics et privés et laissé une empreinte déterminante dans l’architecture néoclassique de la Grèce du XIXe siècle.
En 1923, le rideau tomba à jamais au théâtre de la ville construit par Ziller. L’édifice servit alors de camp de réfugiés pour les réfugiés grecs d'Anatolie.
C’est dans la pauvreté que Ziller s’éteint le 25 novembre 1923 à Athènes. Il est enterré, comme Schliemann, au Premier cimetière d'Athènes. D’après Spichty, sa tombe était en très mauvais état dans les années 1990.

## Sa réception dans l’histoire de l’art
Hans Hermann Russack consacra en 1942 un chapitre à Ziller dans son ouvrage Deutsche bauen in Athen (Architectes allemands à Athènes), reprenant des informations tirées directement du journal personnel de Ziller se trouvant alors en la possession de sa fille Josefine Dima-Ziller. L’historien de l’art Friedbert Ficker qualifie Ziller, au même titre que Hansen, de précurseur du néoclassicisme à Athènes, ajoutant qu’il est à l’origine d’un modèle architectonique « qui laissa son empreinte sur le paysage urbain de sa deuxième patrie pour une bonne partie du XXe siècle et dont on peut retracer l’influence sous divers aspects ».
La Pinacothèque nationale d’Athènes acquit en 1961 de la fille de Ziller la partie la plus importante des documents de Ziller et la présenta au public en 1973, à l’occasion du 50e anniversaire de la mort de Ziller. Dimitrios Papastamos qualifia cette présentation de première tentative de monographie (Prospatheia Monographias), nom qui fut d’ailleurs donné à la publication.
Ce n’est qu’après 2000, avec les ouvrages de Mme Maro Kardamitsi-Adami, professeur d’architecture à l’université polytechnique nationale d'Athènes, que l’on obtiendra une vue d’ensemble plus détaillée sur l’œuvre de Ziller en Grèce.
L’historien Leonidas Kallivretakis, de la National Hellenic Research Foundation qualifie la « ville éclectique d’Athènes » de la deuxième moitié du XIXe siècle, mélange de classicisme grec et de néo-Renaissance nord-italienne d’« Athènes de Ziller ».
Ziller, suivant l’exemple de Hansen, alliait l’architecture à la peinture (aménagement et décoration d’intérieurs) et à la sculpture (ébauches de sculptures pour des façades, de meubles et de panneaux de bois pour gravures) et poursuivait ainsi l’idée de l’œuvre d'art totale, où ces différentes disciplines se complètent les unes les autres.
L’historienne de l’art Marina Lambraki-Plaka, directeur de la Pinacothèque nationale d'Athènes porte sur Ziller l’appréciation suivante : « L’architecture de Ziller s’oriente sur la lumière et réagit aux changements de cette lumière attique bien caractéristique. Des colonnes de tous styles inondées de lumière, des stoas, des motifs décoratifs d’une expression forte font de ses édifices des instruments de musique, dans lesquels l’ombre et la lumière génèrent une mélodie inédite d’une grande harmonie, toujours fonction de la trajectoire du soleil [...]. Ziller a imprimé sa marque au profil seigneurial de la société bourgeoise grecque de la fin du XIXe et du début du XXe siècle, tout en influant aussi d’une manière déterminante sur l’architecture néoclassique petite-bourgeoise et populaire ».
Une exposition de plans de Ziller présentée en 2010 à la Pinacothèque nationale d'Athènes a rappelé son souvenir au grand public.

## Bâtiments

### Athènes et sa banlieue
- Théâtre national de Grèce
- Palais présidentiel d’Athènes

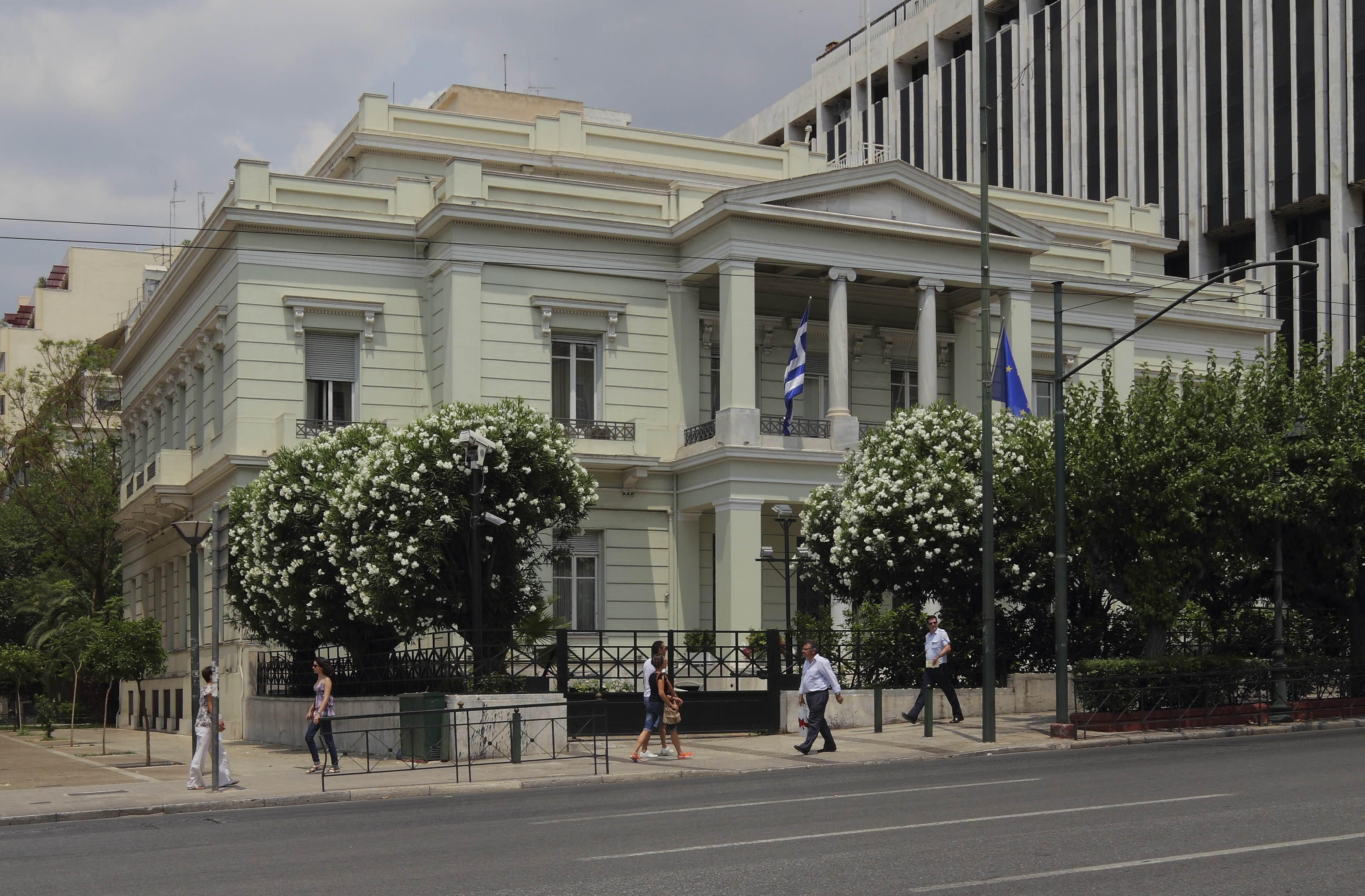
Villa Syngros, aujourd'hui ministère des Affaires étrangères

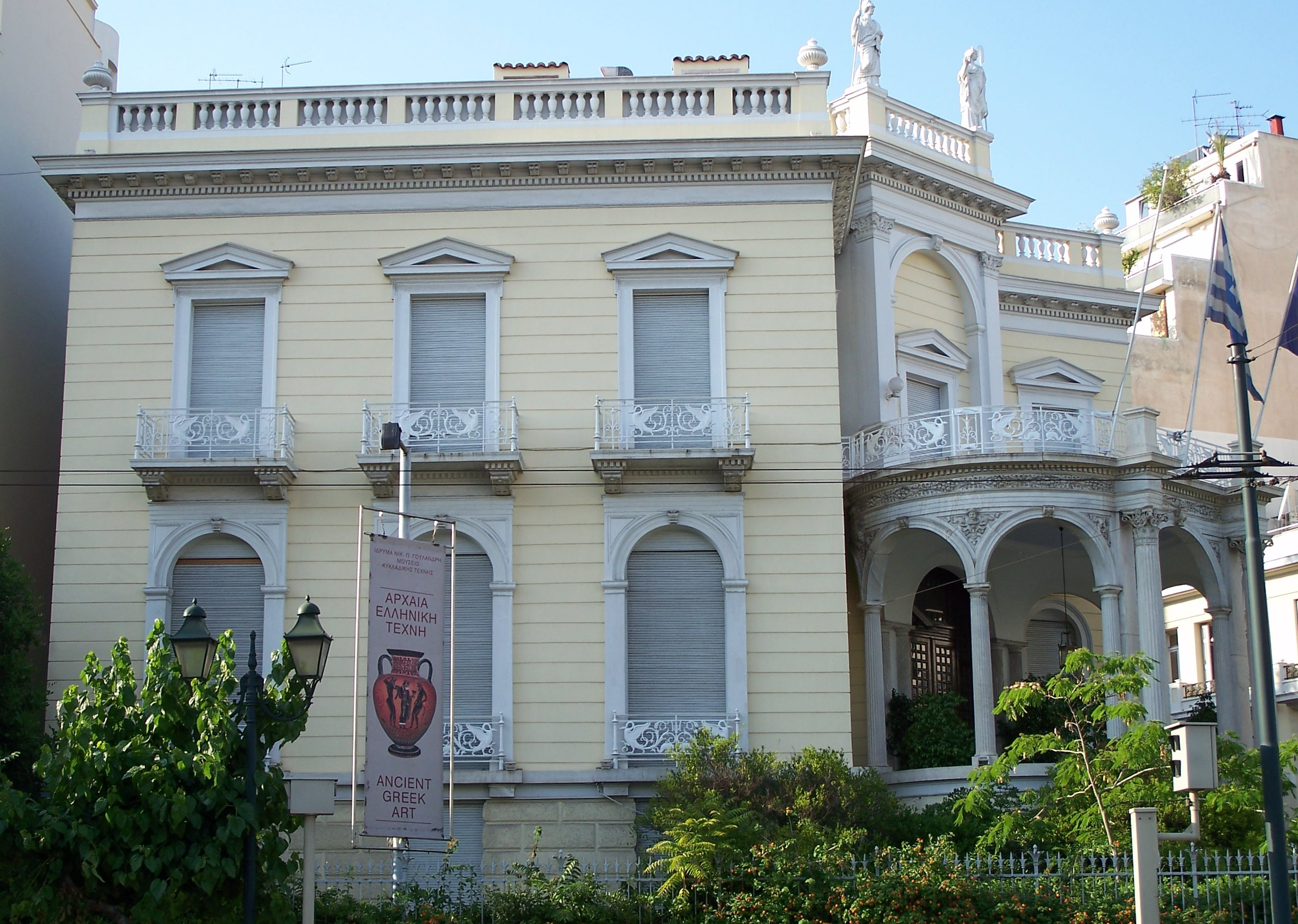
Villa Stathatos

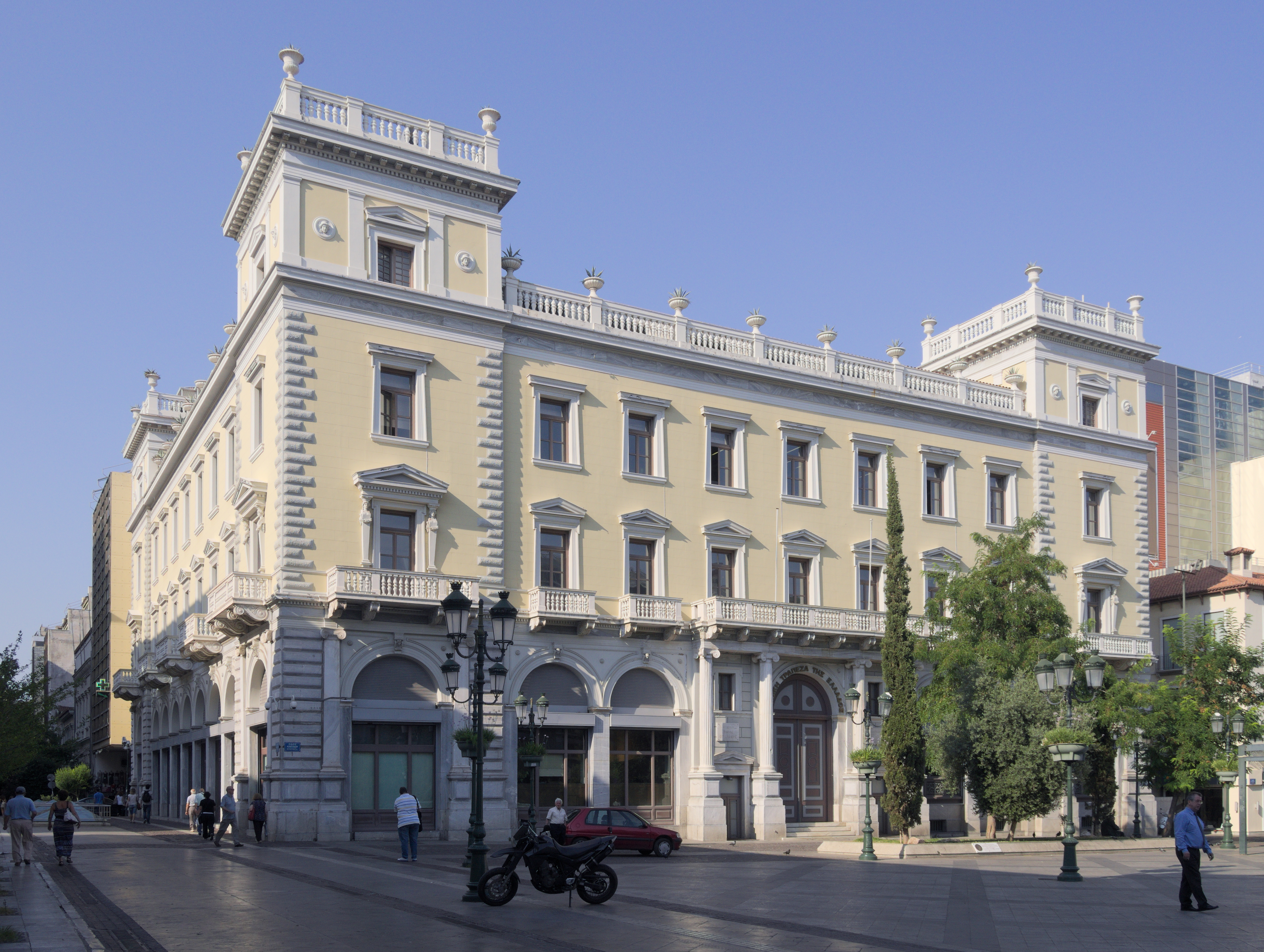
Palais Melas

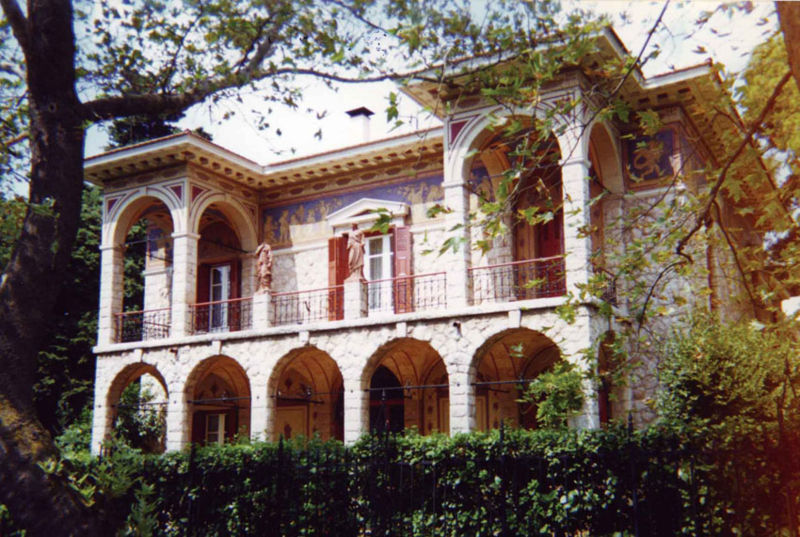
Villa Atlanta

- Villa Stathatos (Musée d'Art cycladique)
- Musée numismatique d'Athènes (Ilíou Mélathron (el)), ancienne demeure de Schliemann
- Villa Syngros
- Palais royal de Tatoï
- Palais Melas
- Palais Ziller-Lovérdos
- Villa Atlanta
- Hôtel Megas Alexandros, place Omónia
- École de la Défense nationale
- Église Saint-Luc, Patíssia
- École nationale de Chimie
- Musée national archéologique d'Athènes
- Bibliothèque nationale de Grèce
- Stade panathénaïque (en rénovation)
- Académie d'Athènes
- Bâtiment de l'Institut archéologique allemand d'Athènes
- Bâtiment de l'Institut archéologique autrichien d'Athènes

### Province
- Patras : théâtre Apollon

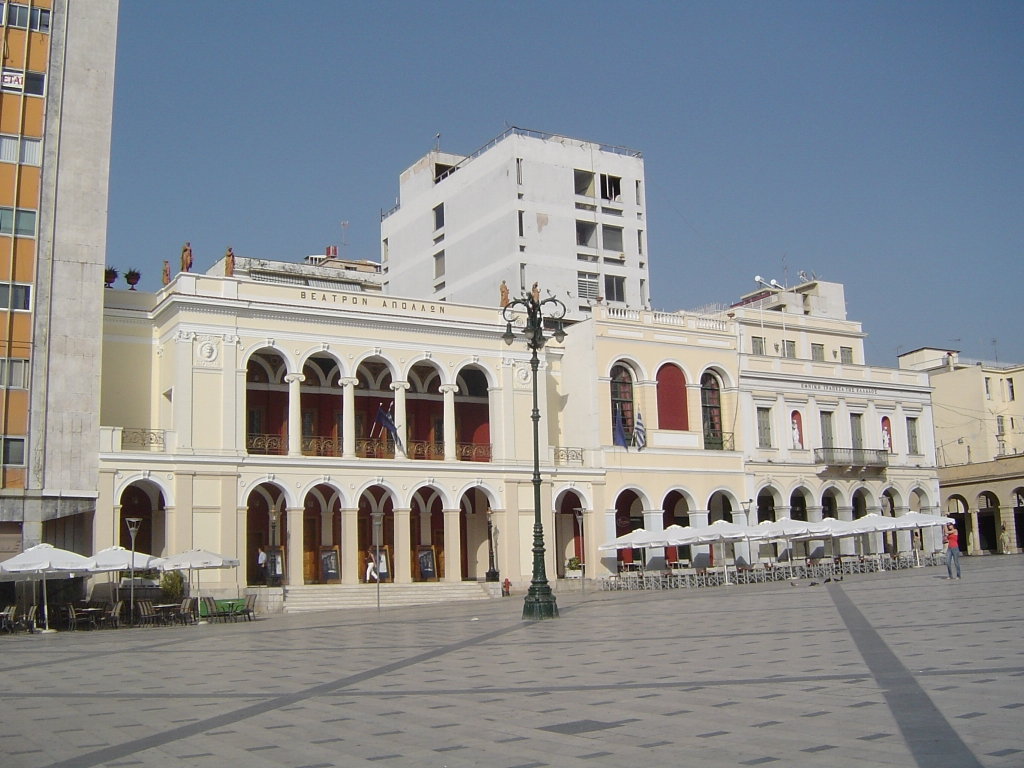
Théâtre Apollon, Patras.

- Ermoupolis (Syros) : hôtel de ville
- Pýrgos (Élide) : hôtel de ville
- Aigion : musée archéologique, église de la Présentation de la Vierge (Ναός Εισοδίων της Θεοτόκου), cathédrale de la Panaghia Faneromeni
- Salonique : musée de la lutte pour la libération de la Macédoine.

### Sur Ziller et son œuvre
- (de) Friedbert Ficker (de), Gert Morzinek et Barbara Mazurek, Ernst Ziller : Ein sächsischer Architekt und Bauforscher in Griechenland; Die Familie Ziller, Lindenberg im Allgäu, Fink, 2003 (ISBN 3-89870-076-3)
- (en) Maro Kardamitsi-Adami, Dionysis Zivas et Giorgis Gerolympos, Classical Revival : The Architecture of Ernst Ziller 1837–1923, Athènes, Melissa Publishing House, 2006 (ISBN 960-204-275-3)
- Eberhard Rondholz (de), Ernst Ziller (1837–1923). Eine Hommage für den großen klassizistischen Architekten in Athen. Dans: Exantas. Heft 13, Dez. 2010, p. 48–57 (eberhard-rondholz.de PDF).
- (de) Hans Hermann Russack (de), Deutsche bauen in Athen, Munich, Wilhelm-Limpert-Verlag, 1942, p. 129-131, 141, 150-168
- (de) Stephan Spichty, Das Rathaus von Hermoupolis : Ein Reisebericht, ETH Zürich, Institut für Geschichte und Theorie der Architektur - Abschlussarbeit des NDS/gta, 1995-1997